# Brémoncourt
Brémoncourt ist eine französische Gemeinde mit 167 Einwohnern (Stand 1. Januar 2022) im Département Meurthe-et-Moselle in der Region Grand Est (bis 2015 Lothringen). Sie gehört zum Arrondissement Lunéville und zum Kanton Lunéville-2.

## Geografie
Die Gemeinde Brémoncourt liegt 16 Kilometer südwestlich von Lunéville. Umgeben wird Brémoncourt von den Nachbargemeinden  Méhoncourt im Norden, Einvaux im Osten, Froville im Süden, Haigneville im Westen sowie Domptail-en-l’Air im Nordwesten.

## Geschichte
1830 wurde eine merowingische Nekropole entdeckt.

### Bevölkerungsentwicklung
| Jahr      | 1962 | 1968 | 1975 | 1982 | 1990 | 1999 | 2007 | 2019 |
| Einwohner | 132  | 137  | 146  | 151  | 144  | 147  | 155  | 167  |

Quelle: Map France

## Sehenswürdigkeiten
- Schloss aus dem 17. Jahrhundert, im 18. Jahrhundert umgebaut
- Schiff der Kirche Saint-Remy, im 15. Jahrhundert errichtet, später umgebaut; die Chorapsis stammt aus dem 18. Jahrhundert

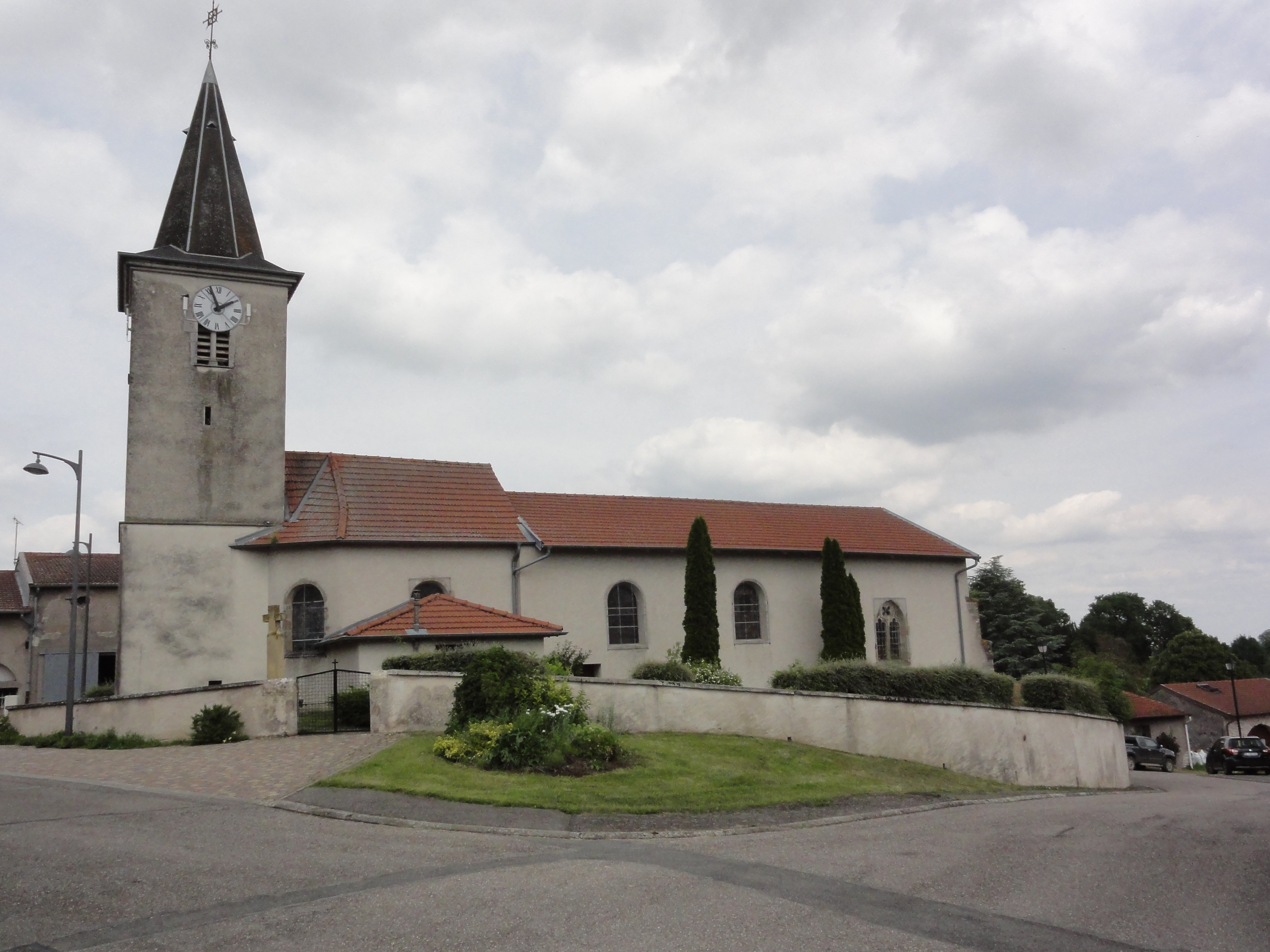
Kirche Saint-Remy